# ヘラオモダカ
ヘラオモダカ (Alisma canaliculatum) は、オモダカ科サジオモダカ属の植物。和名は、葉の形がへらに似ていることによる。

## 分布
日本・中華人民共和国（中国）・朝鮮半島の湖沼やため池などに生息する。

## 形態、生態

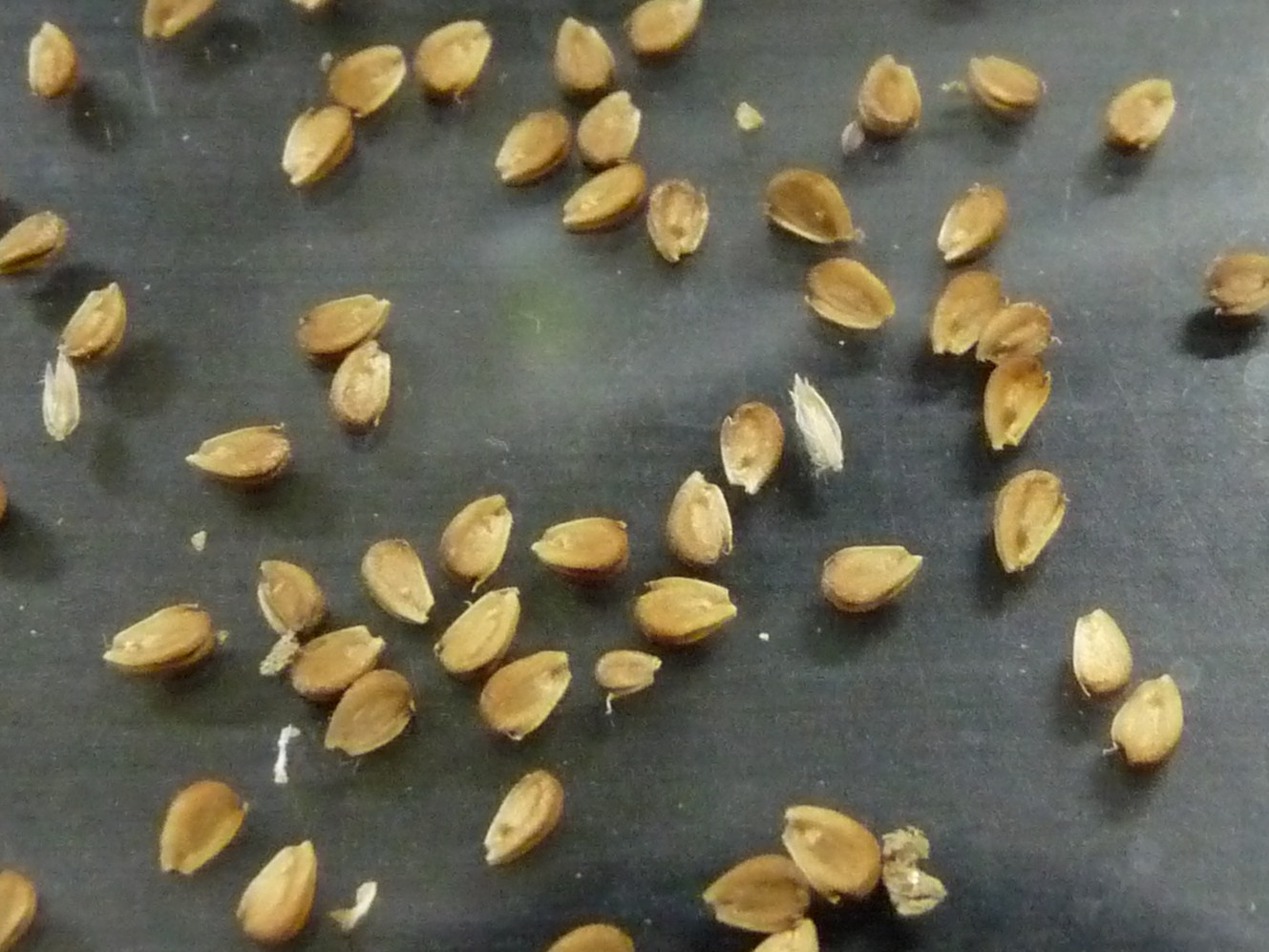
ヘラオモダカの種子

多年草で湿生植物または抽水植物として生育する。短い茎からヘラ状の葉を根生、葉のサイズには変異が大きく、長さ8-55cm。
花期は7-9月で、花茎は最大130cm程度になる。花茎は枝を輪生し、花柄の先に3弁の花をつける。花の色は白かうすい桃色、雄しべは6本、雌しべは環状に多数形成する。果実は扁平な倒卵形で、大きさは約2.5mm。

## 変種
ヘラオモダカは環境に応じてさまざまな形態をとることが知られており、複数の変種が記録されている。
- アズミノヘラオモダカ (A. canaliculatum var. azuminoense)
  - 長野県安曇野市で記録された[2]。
- ホソバヘラオモダカ (A. canaliculatum var. harimense)
  - 兵庫県の播磨地方で記録された。和名は、基準産地の三木市志染町にちなんで、シジミヘラオモダカともされる[1]。

## 利用
水田などで繁殖すると水田雑草として扱われることがある一方、近年は「メダカのよろこぶ水草」という触れ込みでホームセンター・園芸店などにて販売されている場合がある。
またゲンゴロウなどゲンゴロウ類の産卵用水草として重要な種でもある。